# Cantonul Thizy
Cantonul Thizy este un canton din arondismentul Villefranche-sur-Saône, departamentul Rhône, regiunea Rhône-Alpes, Franța.

## Comune
- Bourg-de-Thizy
- Cours-la-Ville
- La Chapelle-de-Mardore
- Mardore
- Marnand
- Pont-Trambouze
- Saint-Jean-la-Bussière
- Thizy (reședință)